# 헤뷔시

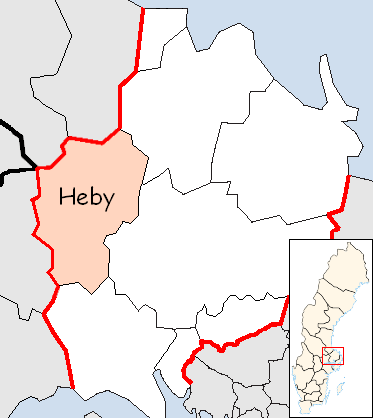
헤뷔 시의 위치

헤뷔시(스웨덴어: Heby kommun)는 스웨덴 웁살라주에 위치한 지방 자치체로 행정 중심지는 헤뷔이며 면적은 1,225.6km2, 인구는 13,755명(2016년 12월 31일 기준), 인구 밀도는 11명/km2이다.

시 문장